# 妙探出更 (電視劇)
《妙探出更》，是香港無綫電視1992年拍攝的電視連續劇，全劇共20集，監製蕭顯輝。主要演員有夏雨、陳秀雯、何婉盈、李國麟、鮑方等。主題曲及插曲由太極主唱。

## 剧情简介
故事讲述围头村居民邓铁坚（夏　雨饰）在村内当警察已经有十多余年，因此甚得村中人爱戴。此时，警局内派来了新上司麦志芬（陳秀雯饰），芬对围头村民早已心存偏见，加上坚之处事作风，使得更添芬之反感；而坚亦觉芬大女人，对她十分抗拒，二人一碰头已产生极大的矛盾。
村中富商雷军（鮑　方 饰）以偏门起家，势力甚大，引来黑帮大火并，坚与军感情日渐深厚惹来了芬之误会。军已故好友之子詹天伟（李國麟 饰）深信军累死其父，回港决心夺回军一切，军却视伟如亲子，决将正行生意交其打理，但伟暗地已进行地下生意。另一方面，坚与芬在合作查案中，加深了解，二人感情大增。未几，军之女儿祖儿（何婉盈饰）学成回港做生意，祖儿一直不满父亲所为，但与坚则感情不俗，十分亲昵，芬看在眼里，惟将感情冷却。
军于大寿宴之夜宣布从此收山，但突遭伟买凶刺杀，此际，伟终原形毕露，迫祖儿听命于他，坚决定与伟周旋到底，伟咄咄逼人，誓赶坚入死路，坚以暴易暴，用计将伟绳之于法，但功亏一篑，追捕行动中被伟逃脱，并用枪指着坚，坚性命堪虞……

## 演員表
- 夏　雨 飾 鄧鐵堅
- 陳秀雯 飾 麥志芬
- 何婉盈 飾 雷祖兒
- 李國麟 飾 詹天偉
- 鮑　方 飾 雷　軍
- 飾 鄧　東
- 譚倩紅 飾 莫　圓
- 麥皓為 飾 地政督察
- 黃瑋琳 飾 村民
- 孫季卿 飾 村民
- 陳勉良 飾 蝦仔/村民
- 鄧汝超 飾 大檔東主
- 黃一飛 飾 孖　T
- 陳嘉賢 飾 林美好
- 王偉樑 飾 扒　手
- 胡越山 飾 Teddy
- 馮曉文 飾 Mandy
- 顏國樑 飾 鄧家安
- 陳梅馨 飾 麥婉芳
- 王維德 飾 James
- 方　茹 飾 亞　婆
- 游　飈 飾 警　員
- 戴少民 飾 警　員
- 麥嘉倫 飾 警　員
- 鄭英龍 飾 安手下
- 麥子雲 飾 喪　狗
- 羅國維 飾 波Sir
- 林家棟 飾 導　演
- 千　秋 飾 女明星
- 李學良 飾 男明星
- 黃文標 飾 貴利成
- 陳廣南 飾 打　手
- 羅　莽 飾 寸　牛
- 區　嶽 飾 忠　叔
- 陳均榕 飾 亞　道
- 王翠玉 飾 亞　貞
- 黃宗賜 飾 亞　保
- 葉振聲 飾 CID
- 李衛民 飾 追手下
- 何昭傑 飾 追手下
- 黃建峰 飾 偉手下
- 凌　漢 飾 叔父甲
- 何璧堅 飾 叔父乙
- 陳中堅 飾 叔父丙
- 蕭山仁 飾 叔父丁
- 陳　蕊 飾 舞小姐
- 徐廣林 飾 江　叔
- 蔡　雲 飾 朱Sir
- 鄧煜榮 飾 酒店經理
- 劉煒全 飾 CID
- 鄭君寧 飾 小　偷
- 王仲匡 飾 忠　仔
- 盧天偉 飾 軍司機
- 黃建峰 飾 打手甲/偉手下
- 陳廣南 飾 打手乙
- 梁少狄 飾 成
- 飾 成女友
- 黃成想 飾 坤
- 陳燕航 飾 護　士
- 邵卓堯 飾 束人甲
- 曾健明 飾 醫　生
- 石　雲 飾 張　伯
- 黎　英 飾 張　嬸
- 莫燕嫦 飾 Macdonna
- 黃志明 飾 李師父
- 蔡欣樺 飾 孖T妻
- 馮瑞珍 飾 管　家
- 容嘉勵 飾 伴　娘
- 凌禮文 飾 牧　師
- 方　傑 飾 馬律師
- 河國榮 飾 軍火商人
- 張百賢 飾 地產經紀

## 外部連結
- 無綫電視官方網頁(TVB星河頻道) - 妙探出更[]
- 《妙探出更》 GOTV 第1集重溫